# Tenniken
Tenniken é uma comuna da Suíça, situada no distrito de Sissach, no cantão de Basileia-Campo. Tem 4,67 km² de área e sua população em 2018 foi estimada em 906 habitantes.